# Cacopsylla rara
Cacopsylla rara är en insektsart som först beskrevs av Leonard D. Tuthill 1944.  Cacopsylla rara ingår i släktet Cacopsylla och familjen rundbladloppor. Inga underarter finns listade i Catalogue of Life.